# Antonio di Salvi
Antonio di Salvi Salvucci (1450 - 1527) est un orfèvre de la Renaissance florentine.

## Biographie
Il apprit le métier dans l'atelier de Antonio Pollaiuolo et il s'inscrit a l'Arte della Seta o di Por Santa Maria en 1475.